# Farní sbor Českobratrské církve evangelické ve Velimi
Farní sbor Českobratrské církve evangelické ve Velimi je územní sbor Českobratrské církve evangelické ve Velimi. Je jedním ze sborů, které tvoří Poděbradský seniorát.
Sbor byl založen roku 1783, po vydání Tolerančního patentu, jako sbor helvetského vyznání a jeho první faráři přišli z Uher.
Roku 1820 byl u kostela založen evangelický hřbitov.
Sbor není obsazen farářem, kurátorkou sboru je Blanka Kopecká. Administruje farář Marek Lukášek.

## Faráři sboru
- Štěpán Szeremley (1783–1785)
- František Kovácz (1785–1788)
- Jan Breznay (1788–1800)
- Mikuláš Toronay (1800–1829)
- Josef Rimány (1830–1845)
- Jan Ruml (1847–1858)
- Justus Emanuel Szalatnay (1858–1910)
- František Šustr (1893–1898)
- Jaroslav Řepa (1906–1946)
- Jiří Vojtěchovský (1944–1946)
- Jiří Vojtěchovský (1946–1950)
- Adrian Mikolášek (1947–1957)
- Jan Zlatohlávek (1951–1975)
- Josef Hlaváč (1978–1989)
- Karel Dřízal (1992–1997)
- Ondřej Wolf (1997–2003)
- Lukáš Ondra (2011–2020)